# L'Égyptienne (tidning)
L'Égyptienne var en franskspråkig damtidning som utgavs månatligen i Kairo i Egypten mellan 1925 och 1940. Det spelade en pionjärroll som en av de första kvinnotidningarna i Egypten, och som den kanske första feministiska tidskriften, och spelade en viss roll inom den egyptiska kvinnorörelsen. Den grundades av pionjärfeministen Hoda Shaarawi, och Saiza Nabarawi en av dess mest inflytelserika skribenter.  Den drev en national-sekulär linje och förespråkade kvinnors frigörelse och tog avstånd från hijab. 